# Magnesio
Il magnesio è l'elemento chimico della tavola periodica degli elementi che ha come simbolo Mg e come numero atomico 12.

## Storia
Nel 1795, J.C. Delanethrie applicò il termine “magnesite” a una serie di sali di magnesio (carbonato, solfato, nitrato e cloruro), e A. Brongmart applicò lo stesso termine a un gruppo di minerali che includeva carbonati e silicati di magnesio.
I giacimenti di carbonato naturale di magnesio furono scoperti in Moravia, Cecoslovacchia, e furono descritti da C.F. Ludwig come talcum carbonatum nel 1803. D.L.G. Karsten limitò per la prima volta il termine “magnesite” al carbonato naturale nel 1808, e questo termine fu gradualmente accettato.
Giacimenti di magnesite furono scoperti in Austria e Grecia nella seconda metà del XIX secolo, e nel 1890 la magnesite era in uso generale in Europa per i rivestimenti refrattari nei convertitori Bessemer e ad arco aperto. Nello stesso periodo, vennero aperte miniere di magnesite in Canada, e nel 1909, notevoli quantità di magnesite calcinata venivano esportate annualmente negli Stati Uniti.
Nel 1886, furono scoperti giacimenti di magnesite in California, e nel 1912, la magnesite macinata della California veniva utilizzata negli Stati Uniti occidentali per sostituire i materiali di qualità specifica importati. Nel 1913, iniziò in Pennsylvania la produzione di ossido di magnesio per precipitazione mediante l'uso di dolomite.
Il magnesio metallico fu prodotto per la prima volta da Sir Humphry Davy nel 1808 mediante riduzione dell'ossido di magnesio con vapore di potassio. La prima produzione industriale di magnesio fu intrapresa in Francia da Deville e Caron nel 1863 e prevedeva la riduzione di una miscela di cloruro di magnesio anidro e fluoruro di calcio in presenza di sodio.
Nel 1833, Michael Faraday ottenne magnesio mediante elettrolisi di cloruro di magnesio anidro fuso, e nel 1852 Robert Bunsen sviluppò una cella elettrolitica per questo scopo. Grazie all'uso di una modifica della cella elettrolitica di Bunsen, il magnesio metallico fu prodotto su scala pilota in Germania nel 1886, e nel 1909, fu avviata una produzione industriale limitata.
Il primo impianto per la produzione di magnesio negli Stati Uniti fu costruito dalla General Electric Co. a Schenectady nel 1914. La produzione di magnesio subì un notevole incremento durante la Seconda Guerra Mondiale a causa dell'uso del magnesio nelle bombe incendiarie.
Sebbene i composti organnici del magnesio siano conosciuti fin dagli ultimi decenni del XIX secolo, la loro insolubilità inizialmente precludeva applicazioni generali. Nel 1900, il giovane dottorando francese Victor Grignard (1871–1935) ebbe l'idea di preparare questi reagenti sfuggenti in soluzione. Si trattava di un concetto nuovo. La reazione di vari alogenuri organici con nastri di magnesio (spesso chiamati "turnings") in etere portò a soluzioni stabili di reagenti organomagnesio che portano il nome di Grignard.
In effetti, la sua prima pubblicazione del 1900 ebbe così tanto successo che molti chimici organici di tutto il mondo applicarono immediatamente la sua procedura e Grignard ebbe successivamente difficoltà a trovare abbastanza esempi di applicazioni dei suoi reagenti ancora inedite per completare la sua tesi di dottorato. Questa scoperta fondamentale, per la quale gli fu assegnato il Premio Nobel nel 1912, rivoluzionò la chimica organica.

## Chimica nucleare
Il magnesio è appartiene al gruppo dei metalli alcalino terrosi, ha una massa molecolare pari a 24.305 g/mol e la sua massa monoisotopica si attesta pari a 23.9850417 u.

### Isotopi
Dell'elemento magnesio si conoscono almeno 22 isotopi, con numeri di massa che vanno da A = 19 ad A = 40. Tra questi, gli isotopi naturali dell'elemento sono: 24Mg (78,99%, il più abbondante), 25Mg (10%) e 26Mg (11,01%). Questi sono i soli isotopi stabili del magnesio, i restanti sono tutti radioattivi.
Il 25Mg è l'unico isotopo stabile di magnesio ad avere spin (5/2) e pertanto può essere usato per la risonanza magnetica nucleare dei composti di magnesio. Il 26Mg è un isotopo stabile ed ha trovato applicazione in geologia isotopica, similmente all'alluminio.
Gli isotopi 24, 25 e 26Mg sono prodotti all'interno delle stelle massicce, ma il 24Mg è il più abbondante, e il bilancio totale di questo elemento è dominato dalle stelle massicce nelle galassie di formazione stellare durante la fusione del carbonio e del neon nel nucleo, prima dell'esplosione della supernova.
Gli isotopi 25, 26Mg sono prodotti principalmente nelle stelle di massa intermedia (IM) nello strato esterno di carbonio attraverso la cattura di α sul neon. Di conseguenza, questi isotopi del magnesio, che originano dalle stelle della branca gigante asintotica (AGB), iniziano a contribuire più tardi mentre l'arricchimento chimico galattico evolve.
| Nuclide | Z  | N  | Massa monoisotopica (Da) | Emivita      | Decadimento       | Spin       |
| ------- | -- | -- | ------------------------ | ------------ | ----------------- | ---------- |
| 18Mg    | 12 | 6  |                          | 4,0 zs       | 2p                | 0+         |
| 19Mg    | 12 | 7  | 19.034180(60)            | 5 ps         | 2p                | -1/2       |
| 20Mg    | 12 | 8  | 20.0187631(20)           | 90,4 ms      | β+, β+p           | 0+         |
| 21Mg    | 12 | 9  | 21.0117058(8)            | 120 ms       | β+,β+p, β+α, β+pα | +5/2       |
| 22Mg    | 12 | 10 | 21.99957060(17)          | 3,8745 s     | β+                | 0+         |
| 23Mg    | 12 | 11 | 22.99412377(3)           | 11,3039 s    | β+                | +3/2       |
| 24Mg    | 12 | 12 | 23.985041689(14)         | stabile      | stabile           | 0+         |
| 25Mg    | 12 | 13 | 24.98583697(5)           | stabile      | stabile           | +5/2       |
| 26Mg    | 12 | 14 | 25.98259297(3)           | stabile      | stabile           | 0+         |
| 27Mg    | 12 | 15 | 26.98434065(5)           | 9,435 min    | β-                | +1/2       |
| 28Mg    | 12 | 16 | 27.98387543(28)          | 20,915 h     | β-                | 0+         |
| 29Mg    | 12 | 17 | 28.9886072(4)            | 1,30 s       | β-                | +3/2       |
| 30Mg    | 12 | 18 | 29.9904655(14)           | 317 ms       | β-, β-n           | 0+         |
| 31Mg    | 12 | 19 | 30.996648(3)             | 270 ms       | β-, β-n           | +1/2       |
| 32Mg    | 12 | 20 | 31.999110(4)             | 80,4 ms      | β-, β-n           | 0+         |
| 33Mg    | 12 | 21 | 33.0053279(29)           | 92 ms        | β-, β-n           | -3/2       |
| 34Mg    | 12 | 22 | 34.008935(7)             | 44,9 ms      | β-, β-n, β-2n     | 0+         |
| 35Mg    | 12 | 23 | 35.01679(29)             | 11,3 ms      | β-, β-n           | -3/2, -5/2 |
| 36Mg    | 12 | 24 | 36.02188(74)             | 3,9 ms       | β-, β-n           | 0+         |
| 37Mg    | 12 | 25 | 37.03029(75)             | 8 ms         | ?                 | -3/2       |
| 38Mg    | 12 | 26 | 38.03658(54)             | 3,1 ms       | β-, β-n, β-2n     | 0+         |
| 40Mg    | 12 | 28 | 40.05319(54)             | 170 ns - 1ms | ?                 | 0+         |

## Abbondanza e disponibilità

### Abbondanza
Il magnesio è il nono elemento per abbondanza nell'universo (580 ppm), il settimo elemento più abbondante sulla Terra e costituisce circa il 2,3% della crosta terrestre (23.000 ppm). Inoltre è il terzo per abbondanza tra gli elementi disciolti nell'acqua di mare (1,14%).
Il magnesio è presente soprattutto nei minerali ferro-magnesiaci. Sebbene il magnesio si trovi in oltre 60 minerali, solo dolomite, magnesite, brucite, carnallite e olivina hanno importanza commerciale. Il magnesio e altri composti del magnesio sono prodotti anche dall'acqua di mare, dalle salamoie di pozzi e laghi, e dai residui salini.
| Nazione             | Milioni di tonnellate metriche |
| ------------------- | ------------------------------ |
| Austria             | 15                             |
| Brasile             | 45                             |
| Cina                | 750                            |
| Grecia              | 30                             |
| India               | 30                             |
| Corea del Nord      | 450                            |
| Russia              | 650                            |
| Serbia e Montenegro | 5                              |
| Slovacchia          | 20                             |
| Spagna              | 10                             |
| Turchia             | 65                             |
| Stati Uniti         | 10                             |
| Altre nazioni       | 420                            |

Oltre che nelle rocce e nell'acqua marina, il magnesio è presente sia nel mondo vegetale sia in quello animale, di cui costituisce uno dei componenti essenziali. Le fonti alimentari comuni di magnesio includono frutta secca (anacardi, arachidi, mandorle, noci), legumi, banane, mele, carote, broccoli, verdure a foglia verde, cereali - soprattutto integrali - come il miglio e il grano saraceno, cacao, carni e prodotti lattiero-caseari.
Il magnesio è uno dei metaboliti prodotti dal ceppo K12 dell'E. coli, inoltre è stato identificato in A. salina, M.frutescens ed altri organismi.

### Importanza biologica
Il magnesio è un importante cofattore enzimatico ed è essenziale per diversi processi metabolici. Contribuisce a regolare la pressione sanguigna ed è necessario per:
- la sintesi di RNA
- la sintesi del DNA
- la sintesi proteica
- la sintesi dell'ATP
- la sintesi degli acidi grassi
- la formazione dell'urea
- l'attivazione delle vitamine del gruppo B[19]
- la glicolisi
- la glucloneogenesi[28]
- la coagulazione del sangue
- la secrezione di insulina[29]
- la trasmissione dei segnali bioelettrici[30]

Oltre 800 enzimi richiedono il magnesio per la loro azione catalitica (oltre 600 come cofattore e oltre 200 come attivatore), in particolare quelli coinvolti nella fosforilazione ossidativa, tra cui:
- la fruttochinasi
- l'α-glicosidasi
- la fosfoglicerato mutasi
- la piruvato chinasi
- l'fosfopiruvato idratasi
- la rubisco attivasi
- l'adenilato ciclasi
- la piruvato decarbossilasi[28]
- la topoisomerasi
- l'elicasi
- l'esonucleasi
- le ATPasi[34]
- l'isocitrato deidrogenasi[35]
- l'ossoglutarato deidrogenasi[36]

Si concentra principalmente nelle ossa (60%) e nei muscoli (27%), mentre il restante 13% è suddiviso tra tessuti, liquidi organici e plasma. La concentrazione di magnesio all'interno degli eritrociti risulta tre volte superiore a quella del plasma.
È un antagonista intracellulare del calcio, con il quale compete per i siti di legame in proteine e trasportatori; a questo proposito, determina un blocco dei canali ionici del calcio dei recettori NMDA, con riduzione della trasmissione glutammatergica. Il suo continuo scambio dalla superficie ossea al plasma promuove la proliferazione degli osteoblasti e, quindi, l’apposizione ossea.
Il magnesio viene introdotto con l’alimentazione e assorbito a livello dell'intestino tenue mediante un meccanismo di diffusione semplice o a livello del colon mediante un passaggio transcellulare mediato dai canali TRPM6 e TRPM7. Solo una quantità variabile tra il 24 e il 76% viene assorbito a livello intestinale, il resto invece lo ritroviamo a livello fecale.
In generale, circa 100 mg al giorno fluiscono nel torrente ematico al netto dei 120 mg assorbiti e dei 20 mg secreti nel lume. Nel plasma i normali livelli di Mg si attestano tra 0,75 e 0,95 mmol/l (pari, rispettivamente, a 1,8 e 2,3 mg/dl) e nel torrente ematico viaggia per lo più ionizzato (55–70%), in parte legato a proteine plasmatiche (20–30%) e solo in una piccola quantità risulta legato ad anioni. Viene filtrato a livello del glomerulo renale (2400 mg/die) e successivamente riassorbito in minima parte a livello del tubulo prossimale (15–20%) e maggiormente dell’ansa ascendente di Henle (60–70% del magnesio filtrato), in assenza di una vera e propria regolazione endocrina.
Il magnesio svolge un ruolo importante nel sistema cardiovascolare, influenzando il metabolismo miocardico, l'omeostasi del Ca2+ e la vasodilatazione endotelio-dipendente. Agisce anche come agente antipertensivo, antiaritmico, antinfiammatorio e anticoagulante.
Il magnesio ha una fondamentale importanza per le piante; la clorofilla, fondamentale per la cattura energetica dalla luce nella fotosintesi, è una porfirina che ha in posizione centrale un atomo di magnesio.

### Salute
Alcuni fattori ne aumentano la biodisponibilità come, ad esempio, la presenza nella dieta di fibre solubili (es. inulina o amido resistente) e la presenza di alcuni peptidi di derivazione lattea (dalla caseina e proteine del siero) mentre altri le riducono, come la presenza di elevate quantità di calcio nella dieta o la carenza di vitamina D.
Nonostante l'importanza del magnesio e la sua disponibilità attraverso molte fonti alimentari, si stima che il 56-68% degli adulti che vivono nei paesi sviluppati occidentali non soddisfi la dose giornaliera raccomandata. Numerosi fattori e comportamenti comuni, come la lavorazione degli alimenti e la cottura delle verdure (che normalmente sono una ricca fonte di magnesio), riducono la disponibilità di questo minerale nella dieta.
Le raccomandazioni circa il fabbisogno giornaliero di magnesio non sono uniformi tra i vari Paesi: ad esempio, i LARN italiani raccomandano un apporto quotidiano di 240 mg in uomini e donne e si discostano in maniera significativa dalle RDA statunitensi che invece raccomandano un apporto di circa 320 mg per le donne e 420 mg per gli uomini.
Allo stesso modo anche i livelli raccomandati dalla European Food Safety Agency (EFSA) sono superiori a quelli di riferimento italiani: all’interno del MEAL Study, circa un terzo del campione non raggiunge l’introito raccomandato dall’EFSA, mentre secondo i LARN soltanto il 9% dello stesso campione risulta avere un apporto inadeguato di magnesio.
La mancanza di magnesio nell'organismo può portare a nausea e vomito, diarrea, ipertensione, spasmi muscolari, insufficienza cardiaca, confusione, tremiti, debolezza, cambiamenti di personalità, apprensione e perdita della coordinazione. Diversi studi hanno evidenziato l'importanza di avere il giusto livello di magnesio nel corpo per ridurre i sintomi della COVID-19.

## Caratteristiche atomiche
È il secondo elemento del gruppo 2, collocato tra il berillio e il calcio. Si trova nel terzo periodo e fa parte del blocco s. È un metallo leggero e reattivo che nei suoi composti mostra quasi esclusivamente stato di ossidazione +2.
| Caratteristica             |            |
| -------------------------- | ---------- |
| Configurazione elettronica | [Ne] 3s2   |
| Energia di ionizzazione    | 7,64624 eV |
| Elettronegatività          | 1,31       |
| Polarizzabilità            | 71,2       |

Nel corpo umano il magnesio esiste in equilibrio tra stati liberi e legati. Gli stati legati includono macromolecole come quelle legate alle proteine (notoriamente l'albumina) o piccole molecole complesse che bilanciano la carica di molecole più piccole con carica negativa, come citrati, bicarbonati e polifosfati dell'adenosina trifosfato (ATP).

## Metodi di preparazione
In tutto il mondo, il magnesio viene prodotto con due metodi: la riduzione elettrolitica del cloruro di magnesio o la riduzione termica della dolomite.
Il metodo di riduzione termica si basa sulla riduzione chimica tra dolomite calcinata (CaO·MgO) e ferrosilicio (Si-Fe) ad alta temperatura (1100–1250 °C) e alto vuoto (1,33 – 13,3 Pa). Rispetto al metodo di riduzione elettrochimica, il metodo di riduzione termica presenta due svantaggi principali: grave inquinamento ambientale (37 – 47 kg CO2 eq/kg Mg ignoto) e elevato consumo energetico (354,5 MJ eq/kg Mg ignoto).
Tuttavia, più dell'80% del magnesio metallico utilizzato a livello globale viene prodotto ogni anno in Cina tramite il metodo di riduzione termica, a causa dei suoi costi di produzione relativamente bassi. I costi di produzione del cloruro di magnesio anidro ad alta purezza rappresentano quasi il 50% dei costi complessivi della produzione elettrolitica di magnesio, il che ostacola notevolmente lo sviluppo industriale del metodo di riduzione elettrochimica.
Le principali impurità nel cloruro di magnesio anidro sono l'ossido di magnesio e il cloridrato di magnesio idrossico (MgOHCl), che solitamente si formano tramite la reazione di idrolisi del cloruro di magnesio disidratato (MgCl2·nH2O, 6>n≥0) a temperatura elevata. Queste impurità disturbano seriamente il successivo processo di elettrolisi e riducono significativamente l'efficienza della corrente. Pertanto, il contenuto di ossido di agnesio nel cloruro di magnesio anidro (cioè w(MgO)/w(MgCl2)) dovrebbe essere inferiore allo 0,5% in peso e allo 0,1% in peso quando si utilizzano rispettivamente celle elettrolitiche comuni e la cella multipolare più avanzata.

## Caratteristiche chimico-fisiche

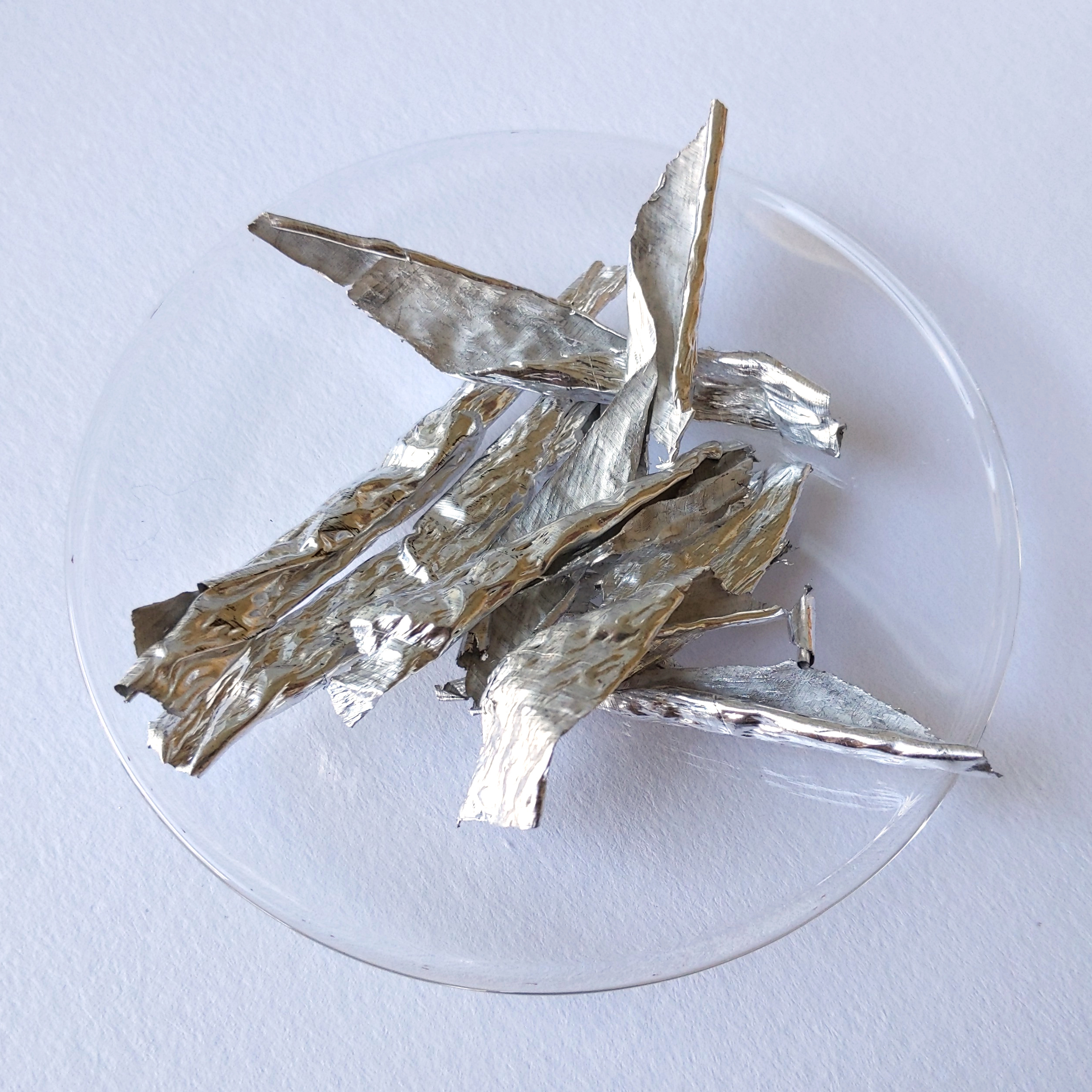
Campione di magnesio

Il magnesio è un metallo leggero, di colore bianco argenteo e abbastanza duro, che assume un aspetto opaco, per ossidazione superficiale, se esposto all'aria. Il composto è insolubile in acqua fredda e triossido di cromo, mentre è solubile in acidi minerali. Resiste alla corrosione. Leggermente più forte e duro dell'alluminio, può essere tirato o laminato tra 250 e 475 °C, mentre al di sotto potrebbe rompersi e al di sopra potrebbe incendiarsi.

### Informazioni strutturali
| Informazione     |          |
| ---------------- | -------- |
| Raggio atomico   | 159,9 pm |
| Raggio covalente | 1,40 Å   |

Come principale catione bivalente intracellulare, il magnesio possiede proprietà uniche basate sulla sua struttura chimica e forma, che lo differenziano dai cationi con reattività e carica simili. A differenza di sodio, calcio o potassio, il magnesio non può essere facilmente privato del suo guscio di idratazione, aumentando drasticamente la dimensione del suo raggio e creando vincoli sterici che influenzano il comportamento biologico.

### Caratteristiche elettroniche
| Prprietà                   |                   |
| -------------------------- | ----------------- |
| Affinità protonica         | 819,6 kJ/mol      |
| Basicità del gas           | 797,3 kJ/mol      |
| Energia di 1° ionizzazione | 737,75 kJ/mol     |
| Energia di 2° ionizzazione | 1.450,683 kJ/mol  |
| Energia di 3° ionizzazione | 7.732,692 kJ/mol  |
| Energia di 4° ionizzazione | 10.542,519 kJ/mol |
| Energia di 5° ionizzazione | 13.630,48 kJ/mol  |
| Energia di 6° ionizzazione | 18.019,6 kJ/mol   |
| Energia di 7° ionizzazione | 21.711,13 kJ/mol  |
| Energia di 8° ionizzazione | 25.661,24 kJ/mol  |
| Energia di legame          | 1.303 eV          |

Nello spettro XPS il picco Mg1s è spesso accompagnato da picchi Auger tra 300 eV e 390 eV. Se il magnesio è sepolto, ad esempio sotto il carbonio, i picchi Auger Mg KLL possono essere osservati anche se Mg1s non lo è a causa della differenza nell'energia cinetica degli elettroni. Il picco principale Auger Mg KLL (energia di legame 300-306 eV) presenta grandi spostamenti chimici e può essere utile per l'analisi dello stato chimico.

### Caratteristiche termodinamiche
| Proprietà                                   |                        |
| ------------------------------------------- | ---------------------- |
| Punto di ebollizione                        | 1100°C                 |
| Punto di fusione                            | 649°C                  |
| Punto triplo                                | 922 K                  |
| Punto di infiammabilità                     | 500°C                  |
| Temperatura di autoignizione                | 473 °C                 |
| Potere calorifico                           | 25,1 MJ/kg             |
| Entalpia di formazione del gas              | 386 kJ/kg a 20 °C      |
| Entalpia di formazione del liquido          | 4.,79kJ/mol            |
| Entalpia di ebollizione                     | 5,272 kJ/kg a 20 °C    |
| Entalpia di fusione                         | 88 cal/g               |
| Entalpia di sublimazione                    | 6,109 kJ/kg a 20 °C    |
| Entropia standard di formazione del gas     | 148,65 J/mol*K a 1 bar |
| Entropia standard di formazione del liquido | 34,46 J/mol*K a 1 bar  |
| Calore specifico                            | 0,245 cal/g a 20 °C    |

### Stato gassoso
| Proprietà             |                    |
| --------------------- | ------------------ |
| Tensione superficiale | 563 dyn/cm a 20 °C |
| Densità               | 1,7g/cm3           |
| Densità di vapore     | 0,84               |
| Pressione di vapore   | 1 Pa a 428 °C      |

### Stato solido
| Proprietà                 |                     |                     |
| ------------------------- | ------------------- | ------------------- |
| Gruppo spaziale           | P63/mmc             | P63/mmc             |
| Struttura                 | esagonale compatta  | esagonale compatta  |
| Parametri della cella     | 320,94 pm           | a                   |
| Parametri della cella     | 320,94 pm           | b                   |
| Parametri della cella     | 521,08 pm           | c                   |
| Parametri della cella     | 90°                 | α                   |
| Parametri della cella     | 90°                 | β                   |
| Parametri della cella     | 120°                | γ                   |
| Modulo di elasticità      | 44,7 GPa            | 44,7 GPa            |
| Modulo di compressibilità | 44,7 GPa            | 44,7 GPa            |
| Modulo di taglio          | 17,3 GPa            | 17,3 GPa            |
| Volume molare             | 14,00 × 10-6 m3/mol | 14,00 × 10-6 m3/mol |

### Proprietà di trasporto
| Proprietà             |                                |
| --------------------- | ------------------------------ |
| Viscosità             | 1.,25 cP (al punto di fusione) |
| Resistività elettrica | 4,46 uohm-cm a 20°C            |
| Conducibilità termica | 156 W/(m K)                    |

## Caratteristiche chimiche

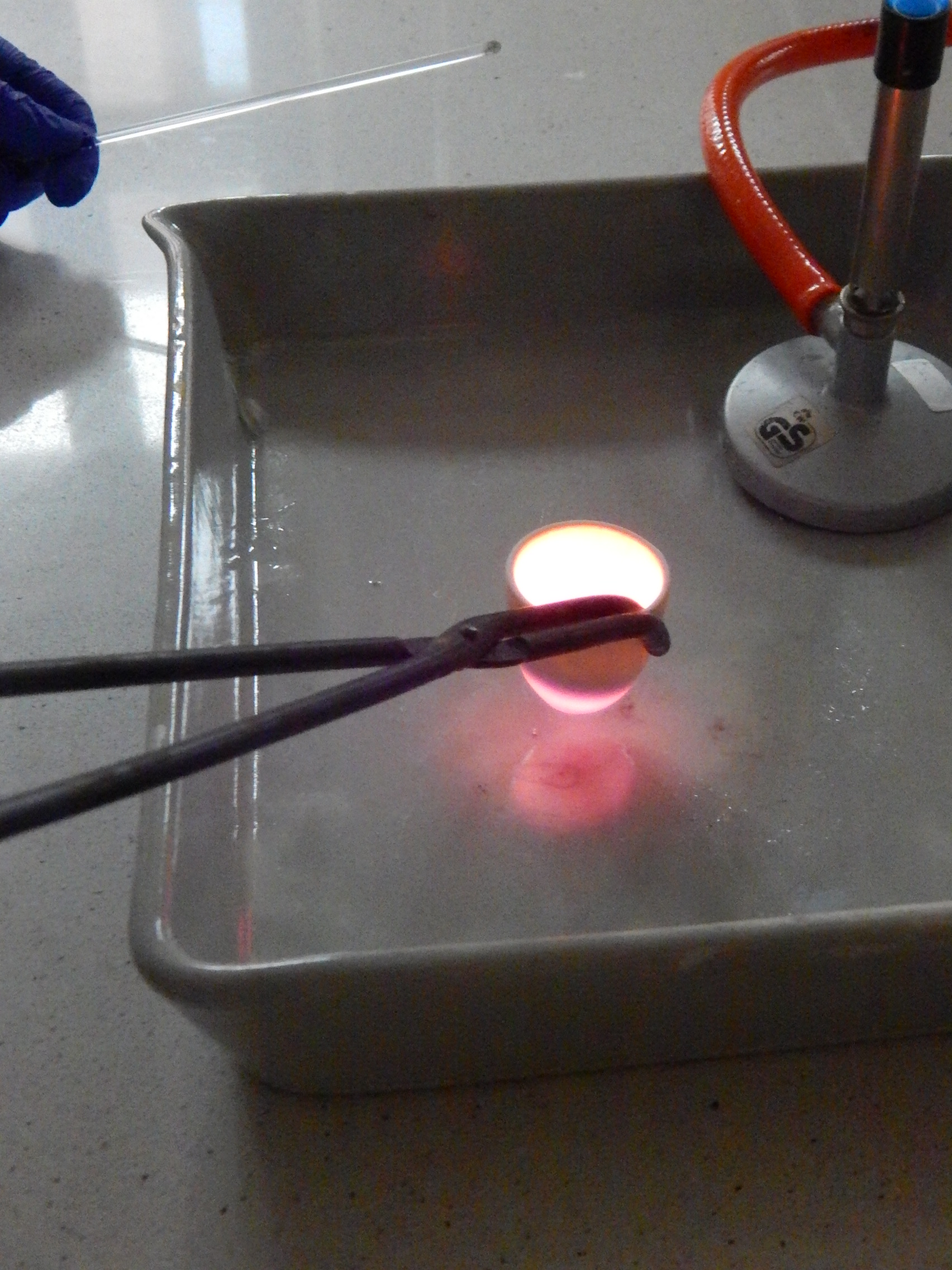
Reazione di combustione del magnesio in aria.

Il magnesio in forma pura è altamente infiammabile, specialmente se in polvere. Brucia con una fiamma bianca dalla luce accecante. A contatto con il vapore acqueo dà origine alla seguente reazione esotermica:
{\displaystyle {\ce {Mg + H2O -> MgO + H2}}}
La reazione produce idrogeno (H2) che può infiammarsi ed esplodere a causa del calore sviluppato dalla reazione stessa. Per renderlo non reattivo viene ricoperto con cera. Può verificarsi una decomposizione violenta con sviluppo di acido cloridrico quando il 1,1,1-tricloroetano entra in contatto con il magnesio o le sue leghe d'alluminio.

### Reazioni
Il magnesio è in grado di ridurre il monossido di carbonio, l'anidride carbonica, l'anidride solforosa, il monossido di azoto e l'ossido di diazoto ad alte temperature. Si combina direttamente con azoto, zolfo, gli alogeni, fosforo e arsenico. Reagisce con il metanolo a 200 °C formando metilato di magnesio.
Forma composti con numerosi acidi ma non è influenzato dall'acido fluoridrico o dall'acido cromico. Reagisce prontamente con acidi diluiti liberando idrogeno e con soluzioni acquose di sali di ammonio formando sali doppi.
Altre reazioni del magnesio sono:
{\displaystyle {\ce {^{.}H + MgH -> H2 + Mg}}}
{\displaystyle {\ce {Mg + O2 -> MgO2}}}
{\displaystyle {\ce {Mg + O2 -> MgO + O^{.}}}}
{\displaystyle {\ce {Mg + O3 -> MgO + O2}}}
{\displaystyle {\ce {Mg + Cl2 -> MgCl + Cl^{.}}}}
{\displaystyle {\ce {Mg + F^{.}-> MgF}}}
{\displaystyle {\ce {Mg + F2 -> ^{.}F + MgF}}}
{\displaystyle {\ce {Mg + Br2 -> ^{.}Br + MgBr}}}
{\displaystyle {\ce {Mg + NO2 ->MgO + NO}}}
{\displaystyle {\ce {Mg + N2O -> MgO + N2}}}
{\displaystyle {\ce {Mg(OH)CH3 -> CH3OH + Mg}}}
{\displaystyle {\ce {CH4 + MgO -> CH3OH + Mg}}}
{\displaystyle {\ce {BrNO (l) + Mg (cr) -> C9H19BrMg (sol)}}} in etere dietilico ΔrH° = -231.0 ± 4.4 kJ/mol
{\displaystyle {\ce {C7H7Br (l) + Mg (cr) -> C7H7BrMg (sol)}}} in etere dietilico ΔrH° = -275.7 ± 4.4 kJ/mol
{\displaystyle {\ce {Mg (cr) + CH3Br (l) -> CH3BrMg (sol)}}} in etere dietilico ΔrH° = -267.8 ± 4.4 kJ/mol
{\displaystyle {\ce {Mg (cr) + CH3I (sol) -> CH3IMg (sol)}}} in etere dietilico ΔrH° = -273.6 ± 0.8 kJ/mol
{\displaystyle {\ce {2C5H6 (l) + Mg (cr) -> C10H10Mg (cr) + H2 (g)}}}   ΔrH° = -142.5 ± 2.9 kJ/mol

### Metodi di determinazione

#### Campioni biologici
Un primo metodo di determinazione del magnesio in campioni biologici venne sviluppato da Mendel e Benedict nel 1909 durante uno studio sugli effetti delle infusioni di calcio sugli animali. Dopo la rimozione del calcio tramite precipitazione come ossalato di calcio, fecero precipitare il magnesio come fosfato ammonio-magnesiaco in soluzione alcalina secondo la seguente reazione:
{\displaystyle {\ce {Mg^2+ + Na2HPO4 + NH4OR -> Mg(NH4)PO4 + 2Na+ +H2O}}}
Il precipitato veniva calcinato e il pirofosfato di magnesio ottenuto veniva quindi pesato.
Un secondo metodo consiste nella precipitazione del magnesio come 8-idrossichinolina di magnesio, tramite l'aggiunta di 8-idrossichinolina a un pH alcalino, che può essere determinata colorimetricamente.
Un terzo metodo precede che si sciolga il magnesio in acido cloridrico diluito, per poi portarlo a pH fortemente basico (> 10) con ausilio di una soluzione di idrossido di sodio. Si ha la formazione di idrossido di magnesio. Questo composto in presenza di tiazolo precipita colorando la soluzione di rosso.

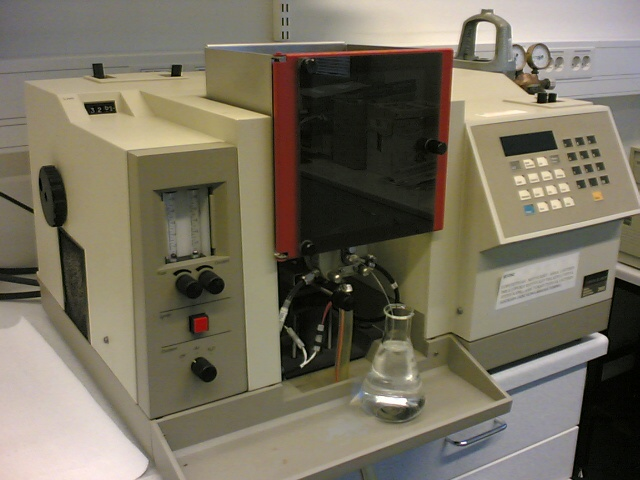
Atomic absorption spectroscopy

Un quarto metodo prevede la triturazione del magnesio che viene poi trattato con acido etilediamminotetraacetico. L'EDTA forma un chelato con il magnesio a pH alcalino che in presenza di un indicatore specifico fa passare la soluzione dal rosso al blu.
Per valutare il magnesio nei campioni biologici, la spettroscopia di assorbimento atomico (AAS) è probabilmente la tecnica più antica e la più diffusa. Il magnesio (Mg2+) può essere misurato potenziometricamente utilizzando un elettrodo selettivo per ioni che, insieme a un elettrodo di riferimento, forma un sistema elettrochimico.
I chemiosensori ottici per la determinazione del magnesio rappresentano un campo di applicazione importante e in crescita, grazie alla loro buona selettività, sensibilità e semplicità di preparazione. Sono stati proposti diversi saggi fluorimetrici e colorimetrici, tuttavia, lo sviluppo delle applicazioni sembra essere più focalizzato su quelli fluorimetrici rispetto ai colorimetrici, probabilmente a causa della maggiore selettività e sensibilità dei primi. I saggi colorimetrici sono disponibili in commercio e si basano sul legame diretto del magnesio con un cromoforo, come la calmagite. I DCHQ sono coloranti specificamente progettati per monitorare il contenuto totale di magnesio nelle cellule o nei lisati cellulari.
L'analisi delle cellule epiteliali sublinguali fissate tramite microanalisi a raggi X a dispersione di energia (EXA™) è considerata un'alternativa valida per monitorare lo stato del magnesio in condizioni fisiologiche o patologiche. Queste cellule possono essere facilmente raccolte tramite un delicato raschiamento del tessuto sublinguale, quindi fissate su un vetrino di carbonio con un fissativo per citologia.
Una valutazione indiretta del magnesio ionizzato in organi come il cervello o i muscoli può essere effettuata tramite la spettroscopia di risonanza magnetica del fosforo (31P-MRS). Questa tecnica consente il rilevamento indiretto della quantità citosolica di magnesio grazie allo spostamento delle frequenze di risonanza dell'ATP, che si verifica quando questo nucleotide è legato a Mg2+. Questo spostamento chimico è una funzione della concentrazione di Mg2+ libero.

#### Leghe metalliche
A gennaio 2025 è uscito un articolo che presentava una nuova metodica analitica per l'analisi quantitativa e l'identificazione delle leghe di magnesio utilizzando la spettroscopia di emissione indotta da scintille con ablazione laser (fs-LA-SIBS) combinata con metodi di apprendimento automatico.

### Precauzioni d'uso
Allo stato puro in caso d'incendio emana fumi irritanti o tossici e come mezzi di estinzione devono essere usati solo sabbia secca o speciali polveri. In caso di contatto con gli occhi può provocare arrossamento e dolore, mentre se viene ingerito può causare una sensazione di bruciore in bocca, nel torace e nello stomaco.

### Composti del magnesio
- Bicarbonato di magnesio
- Bromuro di magnesio
- Carbonato di magnesio
- Citrato di magnesio
- Cloridrato di magnesio idrossico
- Cloruro di magnesio
- Diboruro di magnesio
- Fluoruro di magnesio
- Idrossido di magnesio
- Ioduro di magnesio
- Ipoclorito di magnesio
- Lattato di magnesio
- Levulinato di magnesio
- Magnesio aspartato
- Magnesio gluconato
- Magnesio orotato
- Ossido di magnesio
- Perclorato di magnesio
- Perossido di magnesio
- Pidolato di magnesio
- Reattivi di Grignard
- Salicilato di magnesio
- Silicato di magnesio
- Solfato di magnesio
- Solfuro di magnesio
- Stearato di magnesio
- BAM

## Applicazioni

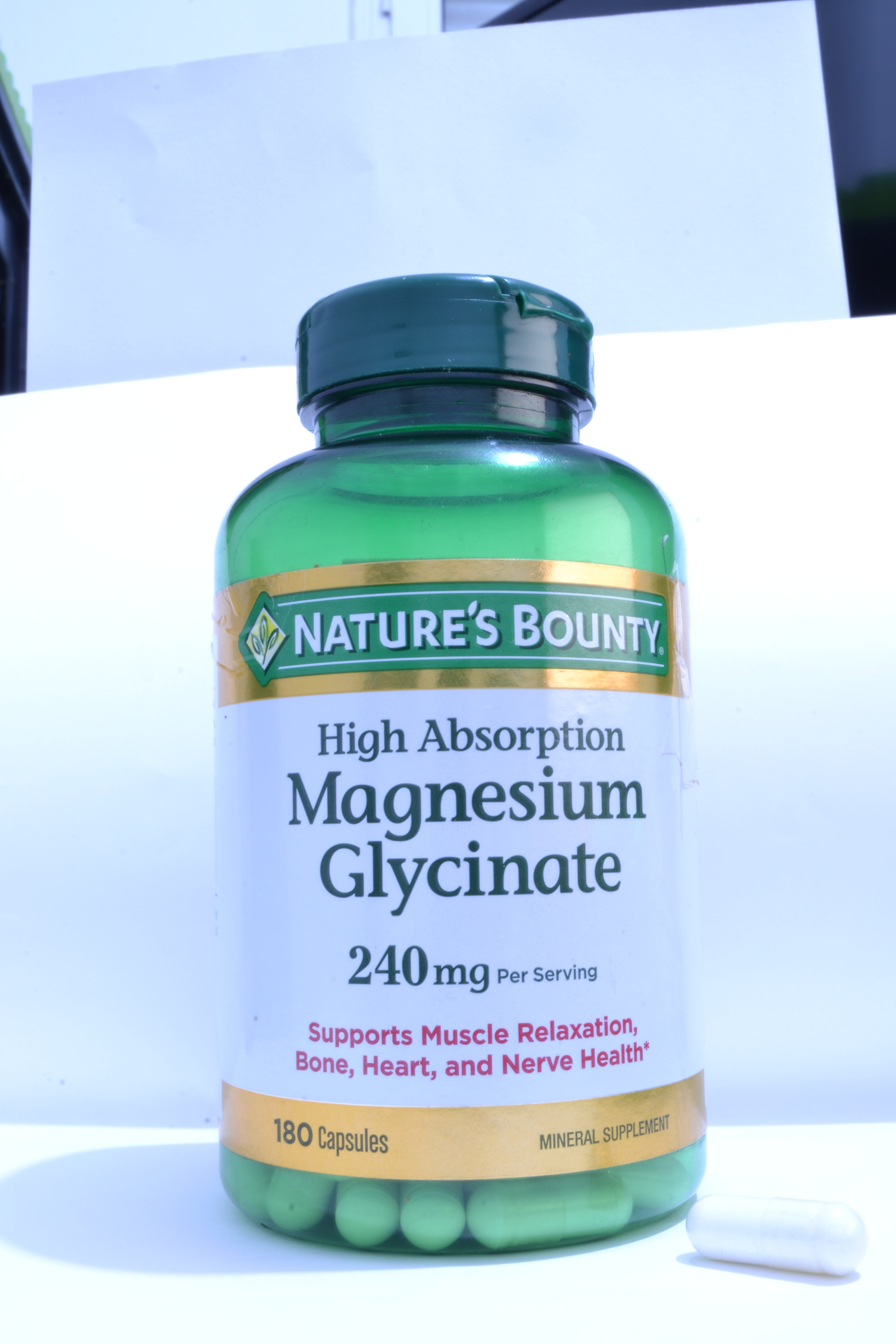
Integratore magnesio

### Medicina
In medicina, vari sali di magnesio possono essere utilizzati in prodotti lassativi e antiacidi. Ad esempio, il citrato di magnesio è disponibile senza prescrizione e può essere utilizzato per gestire la stitichezza occasionale. Il solfato di magnesio può essere utilizzato da solo o con la nutrizione parenterale totale per trattare l'ipomagnesemia. Il solfato di magnesio è anche indicato per prevenire le convulsioni nelle donne in gravidanza con pre-eclampsia e per gestire le convulsioni associate all'eclampsia. Il magnesio viene inoltre utilizzato nei farmaci antiaritmici e ipotensivi.

### Metallurgia
Il principale utilizzo del magnesio è nella produzione di leghe di alluminio per aumentarne la durezza e la resistenza alla corrosione. Le leghe di alluminio delle serie 5000 e 7000 contengono rispettivamente fino al 5,5% e al 3,5% di magnesio. La singola applicazione più importante per le leghe di alluminio contenenti magnesio è la lattina per bevande, che ha un contenuto di magnesio di circa il 4,5% nel coperchio (lega 5181 o 5182, UNS A95181 e A95182, rispettivamente) e circa l'1,1% nel corpo della lattina (lega 3004, UNS A93004).
Il magnesio e le sue leghe hanno utilizzi strutturali sotto forma di pressofusione, fusione in sabbia, stampi permanenti, e prodotti lavorati. Le pressofusioni sono la principale applicazione strutturale per il magnesio. I produttori di automobili statunitensi hanno introdotto componenti in magnesio come custodie per la frizione, fanali e coperture per griglie per ridurre il peso dei veicoli. Il mercato degli utensili elettrici include fusioni in magnesio per motoseghe e custodie di tosaerba. Il magnesio pressofuso viene anche utilizzato in componenti per videocamere, cellulari e computer.
Il magnesio viene anche utilizzato in forma lavorata in prodotti come estrusioni, forgiature, lamiere e piastre. Le applicazioni per questi prodotti spaziano da scaffali da panificio, rampe di carico, racchette da tennis e carrelli a mano a strumenti per finiture di calcestruzzo, piani di stampanti per computer e contenitori per elementi di combustibile nucleare e assemblaggi aerospaziali.
Nell'industria del ferro e dell'acciaio, il magnesio è utilizzato come agente di desolforazione del metallo fuso e nella produzione di ferro nodulare. L'affinità unica del magnesio per lo zolfo consente di iniettarlo nel ferro fuso, dove esso si vaporizza e reagisce formando solfuro di magnesio, che galleggia in superficie come una fase facilmente separabile. Questo consente al produttore di acciaio di utilizzare materie prime a basso costo, mantenendo la capacità di produrre acciai ad alta resistenza e basso contenuto di leghe. Il magnesio utilizzato proviene spesso da flussi di bassa qualità o da rottami, che vengono successivamente macinati in polvere grossa e combinati con calce prima dell'iniezione nel metallo fuso. Le miscele di calce hanno dimostrato di migliorare significativamente l'efficienza in base al magnesio richiesto.
Il magnesio, combinato con il ferrosilicio, viene utilizzato nella produzione di ferro duttile grazie alla capacità del magnesio di promuovere la formazione di particelle di grafite globulari al posto della normale struttura a fiocchi. Questo porta alla creazione di un prodotto con una maggiore resistenza e duttilità. Le due applicazioni principali per il ferro duttile sono la produzione di tubi e componenti per motori e trasmissioni automobilistiche.

#### Principali leghe
- Alluminio: unito a zinco e silicio aumenta la resistenza della lega, senza influenzare considerevolmente il comportamento allo scorrimento viscoso ad alta temperatura, creando l'elektron.[3]
- Rame: aumenta la fluidità allo stato fuso sostituendo a questo scopo il berillio, bandito per la sua tossicità[98]
- Manganese: aggiunto in piccole dosi, serve a segregare le impurità di ferro, responsabili di una forte corrosione anodica a contatto con l'acqua salata[99]
- Terre rare: i metalli del gruppo dei lantanidi (cerio in particolare) e l'ittrio aumentano fortemente la resistenza delle leghe di magnesio alle alte temperature attraverso la formazione di precipitati duri e altofondenti[100]
- Torio: aggiunto alle leghe magnesio-zinco, aumenta la resistenza alle alte temperature, ma è altresì usato raramente per la sua radioattività[101]
- Zirconio: usato come affinatore di grano[102]
- Argento: aggiunto alle leghe magnesio-terre rare ne aumenta considerevolmente la resistenza a tutte le temperature[103]
- Scandio: migliora la resistenza allo scorrimento viscoso quando forma precipitati; se entra solo in soluzione, aumenta il punto di fusione complessivo della lega stessa[104]
- Litio: permette di raggiungere una densità notevolmente bassa, di 1,3 chilogrammi al decimetro cubo, ma conferisce al magnesio caratteristiche meccaniche inferiori[105]
- Calcio: anche il calcio diminuisce la densità[106]

### Industria aerospaziale
La bassa densità del magnesio è particolarmente importante per le applicazioni aerospaziali e militari in fusione a gravità. Le fusioni a gravità sono praticamente tutte prodotte come fusioni in sabbia, con fusione in stampo permanente e fusione in gesso che rappresentano una piccola parte del mercato delle leghe. Le applicazioni tipiche includono custodie per ingranaggi di elicotteri, telai di cupole per aerei, prese d'aria, telai per motori, freni e custodie per componenti ausiliari.

### Industria chimica e petrolchimica
Il magnesio è utilizzato come catalizzatore per la produzione di alcune sostanze chimiche organiche e prodotti petrolchimici. Il magnesio viene utilizzato come agente riducente per la produzione di altri metalli non ferrosi come titanio, zirconio, afnio, berillio e uranio. Gli anodi di magnesio sono frequentemente utilizzati per la protezione catodica di ferro e acciaio, in particolare per tubazioni sotterranee, serbatoi d'acqua, scaldabagni e applicazioni marine.

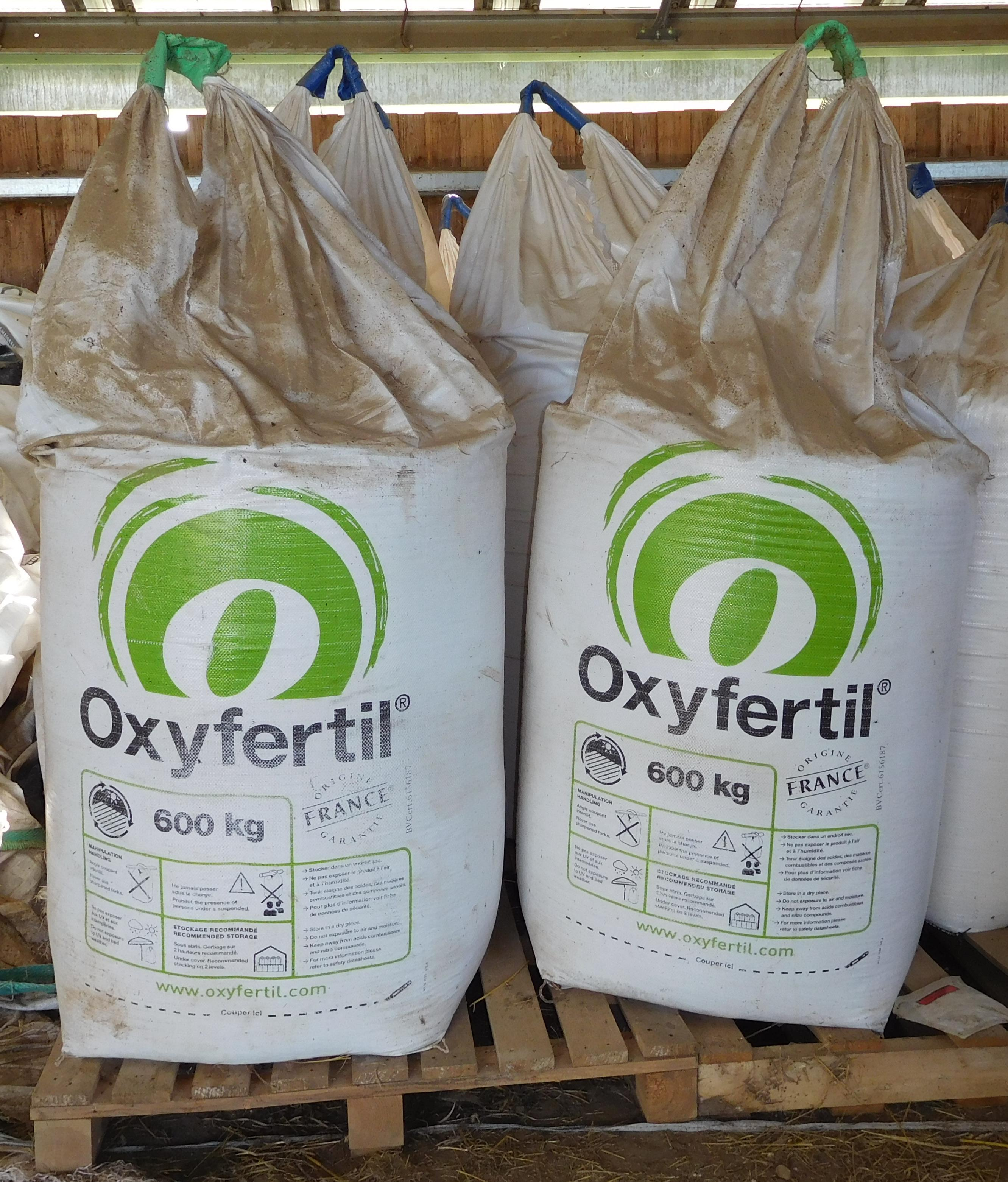
Fertilizzante con magnesio

### Altre applicazioni
Il magnesio trova anche applicazione:
- in grafica
- nella pirotecnica[3]
- nei fertilizzanti[107]
- nei razzi di segnalazione[108]
- come polvere per migliorare la presa durante le arrampicate, nel sollevamento pesi e altri esercizi come quelli alla sbarra[109]
- il solfato di magnesio viene a volte utilizzato come mordente per la tintura[60]
- l'idrossido di magnesio è usato come ritardante nelle plastiche[60]
- nei flash fotografici.[110]